# تپه گل قوبی
تپه گل قوبی مربوط به عصر آهن است و در شهرستان گرمی، بخش موران، دهستان آجارود شرقی، روستای دمیرچلی واقع شده و این اثر در تاریخ ۲۷ اسفند ۱۳۸۶ با شمارهٔ ثبت ۲۲۶۲۴ به‌عنوان یکی از آثار ملی ایران به ثبت رسیده است.